# Dans la nuit des temps
Pour plus de détails, voir Fiche technique et Distribution.
Dans la nuit des temps (花月佳期, Huā yuè jiā qí) est un film hongkongais réalisé par Tsui Hark, sorti en 1995.

## Synopsis
Lors d'une "fête des affinités", soirée destinée aux célibataires, un jeune homme, Kong, et une jeune fille, Yan Yan, se croisent à 
plusieurs reprises, sans s'apercevoir qu'ils sont faits l'un pour l'autre. Bientôt, Kong est assassiné par des gangsters. Son fantôme demande alors à Yan Yan de remonter le temps avec lui afin d'empêcher sa mort...

## Fiche technique
- Titre : Dans la nuit des temps
- Titre original : 花月佳期 (Huā yuè jiā qí)
- Titre anglais : Love in the Time of Twilight
- Réalisation : Tsui Hark
- Scénario : Tsui Hark
- Pays de production : Hong Kong
- Format : Couleurs - 1,85:1 - Mono - 35 mm
- Genre : Comédie dramatique, romance, historique
- Durée : 103 minutes
- Date de sortie : 1995

## Distribution
- Nicky Wu : Kong
- Charlie Yeung : Yan-Yan